# برونو اشمیتس
 برونو اشمیتس (انگلیسی: Bruno Schmitz؛ ۲۱ نوامبر ۱۸۵۸ – ۲۷ آوریل ۱۹۱۶) یک معمار اهل آلمان بود. 

## نگارخانه

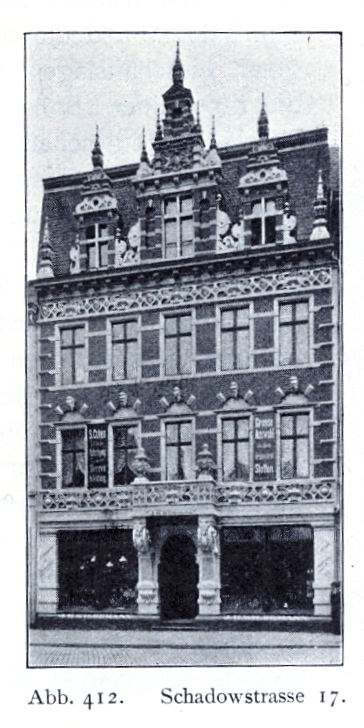
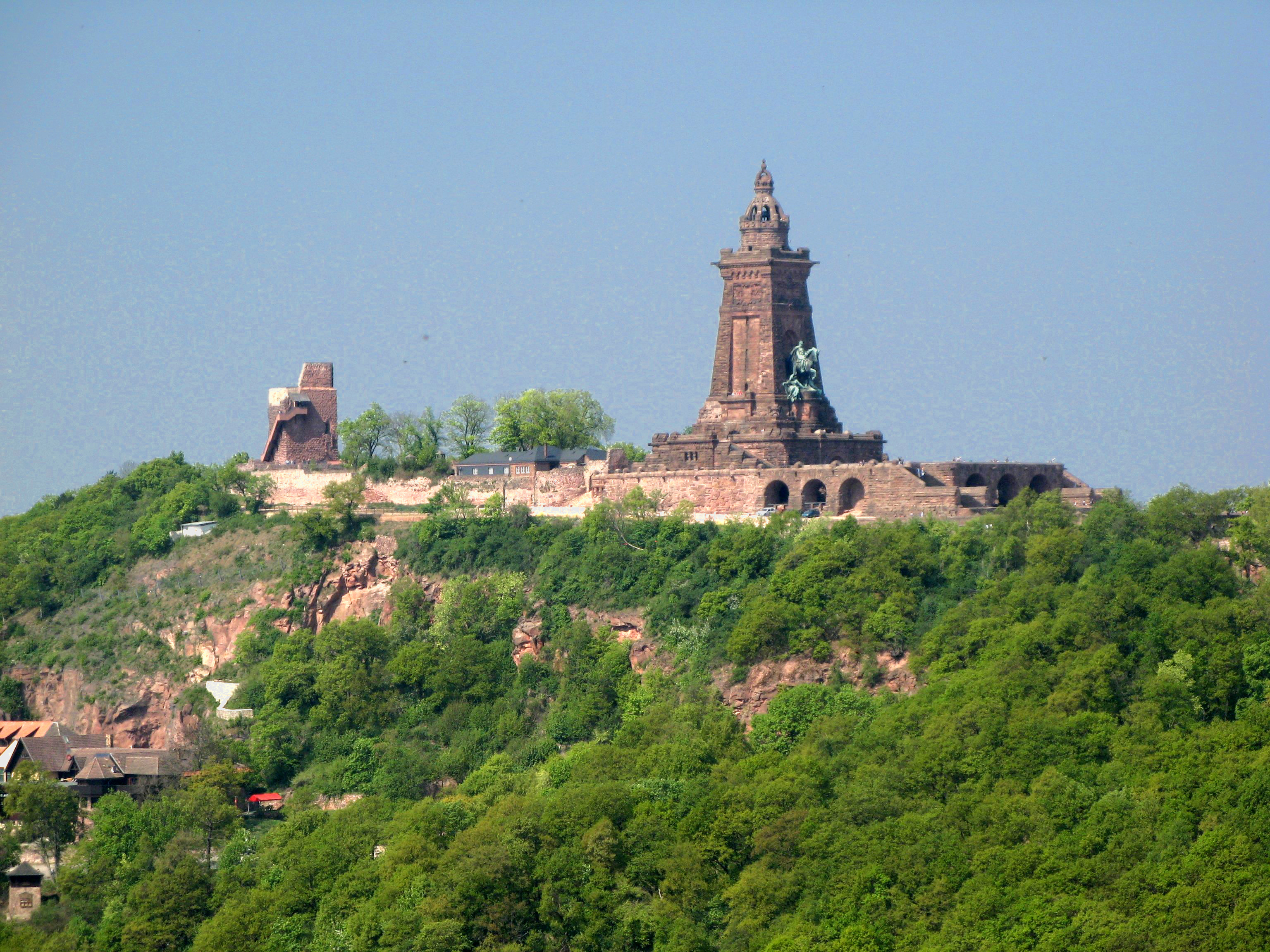
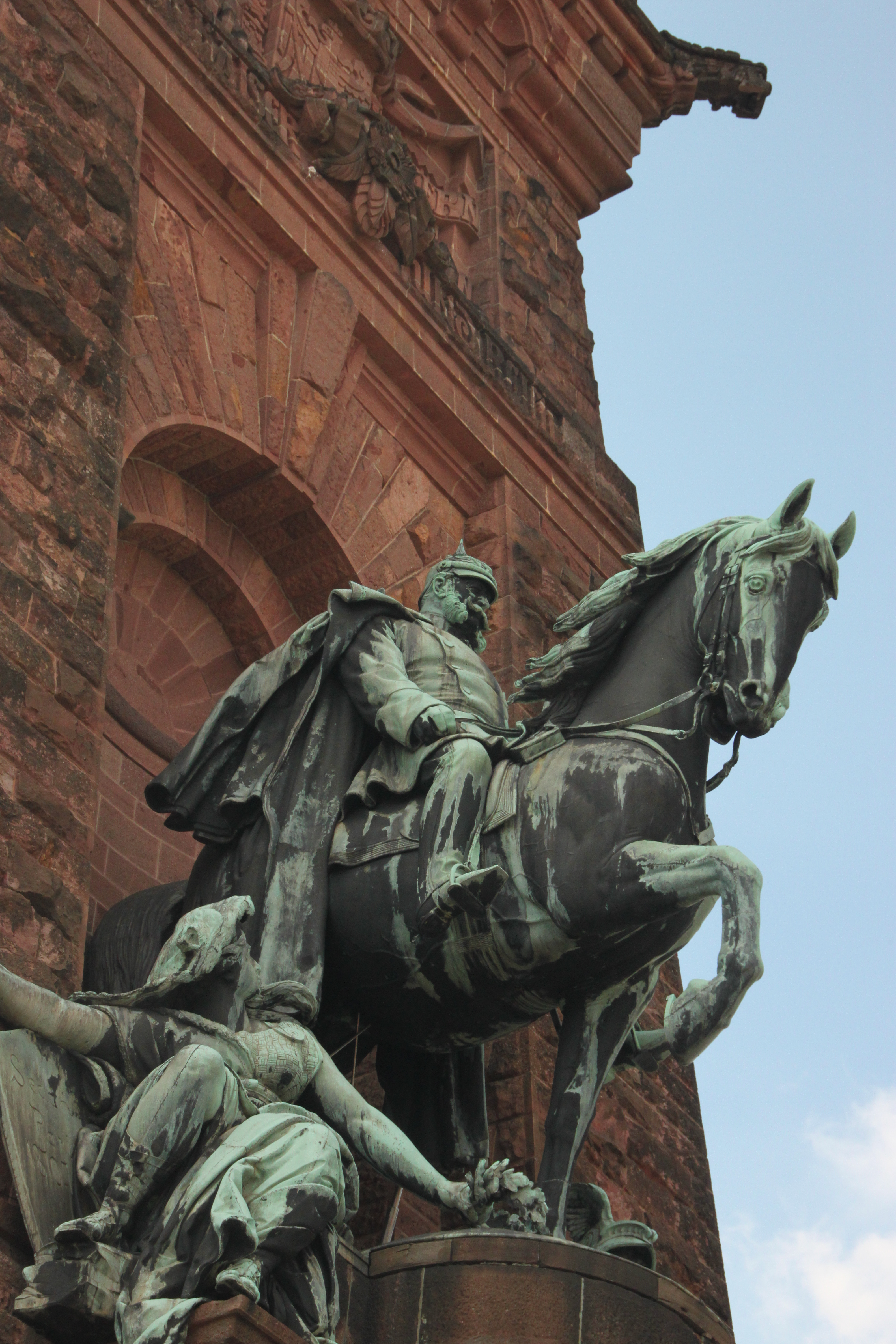
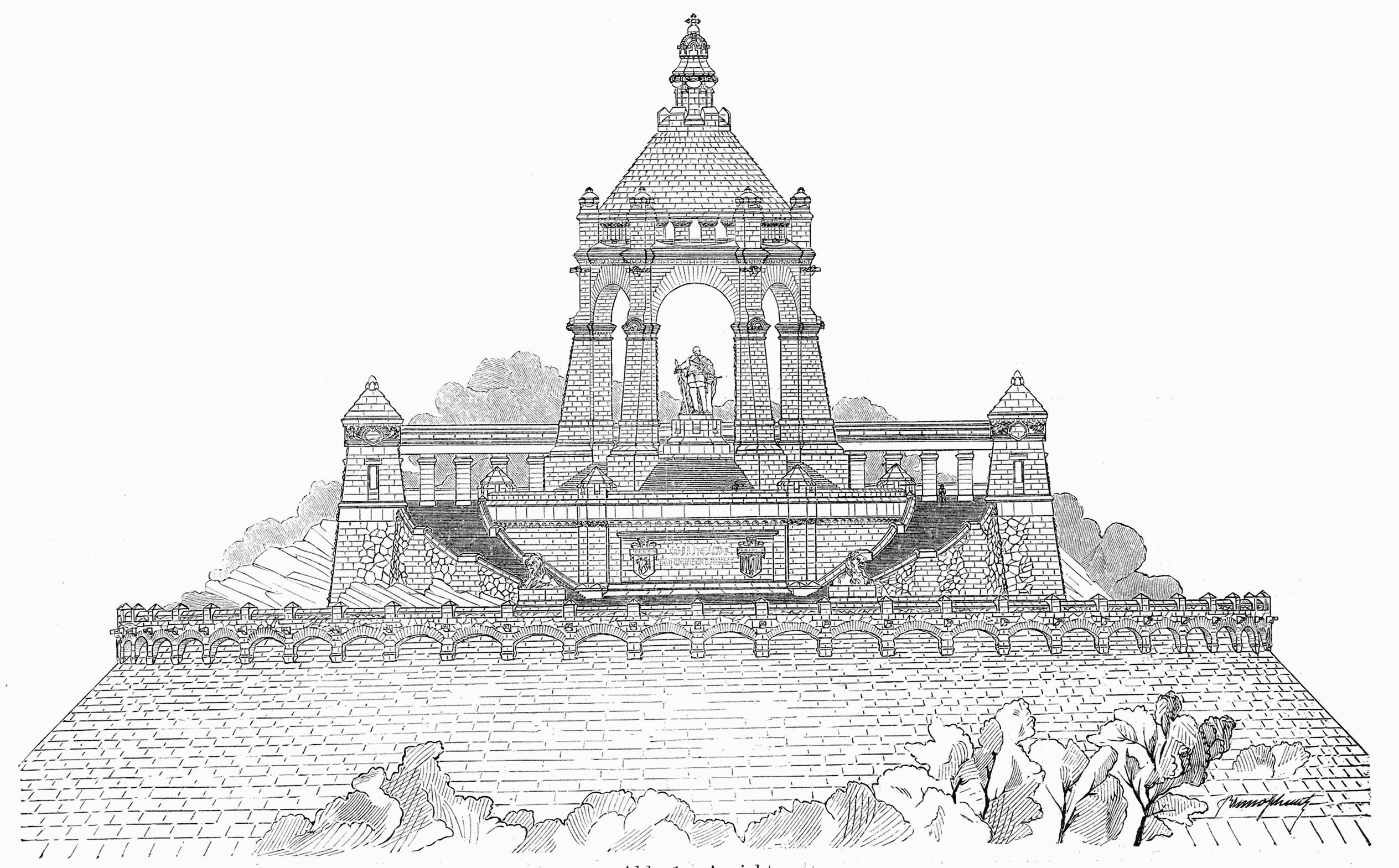
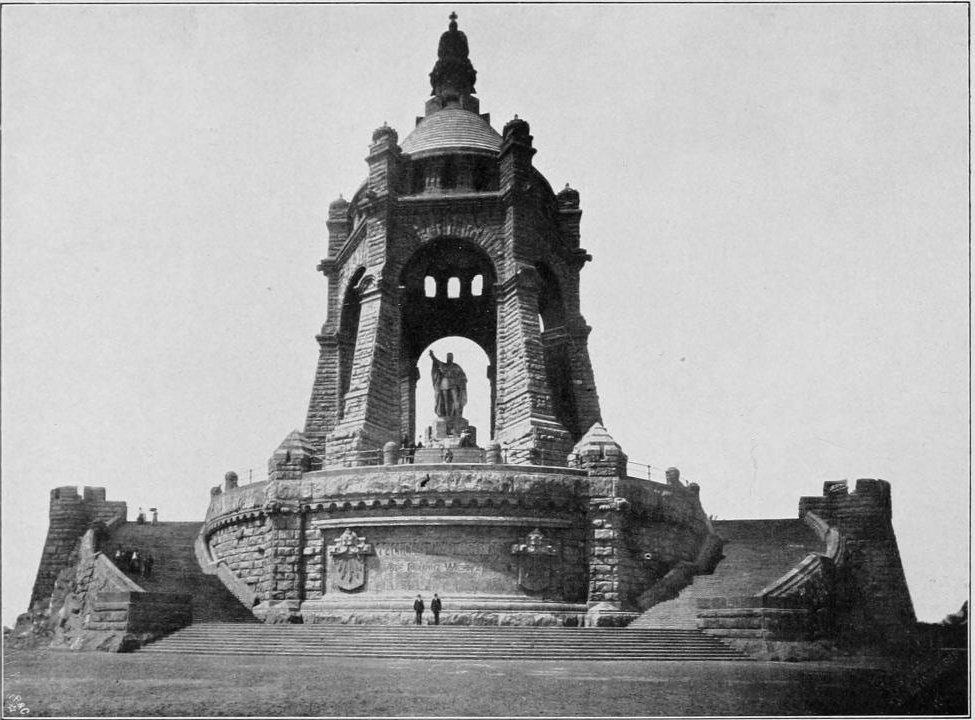
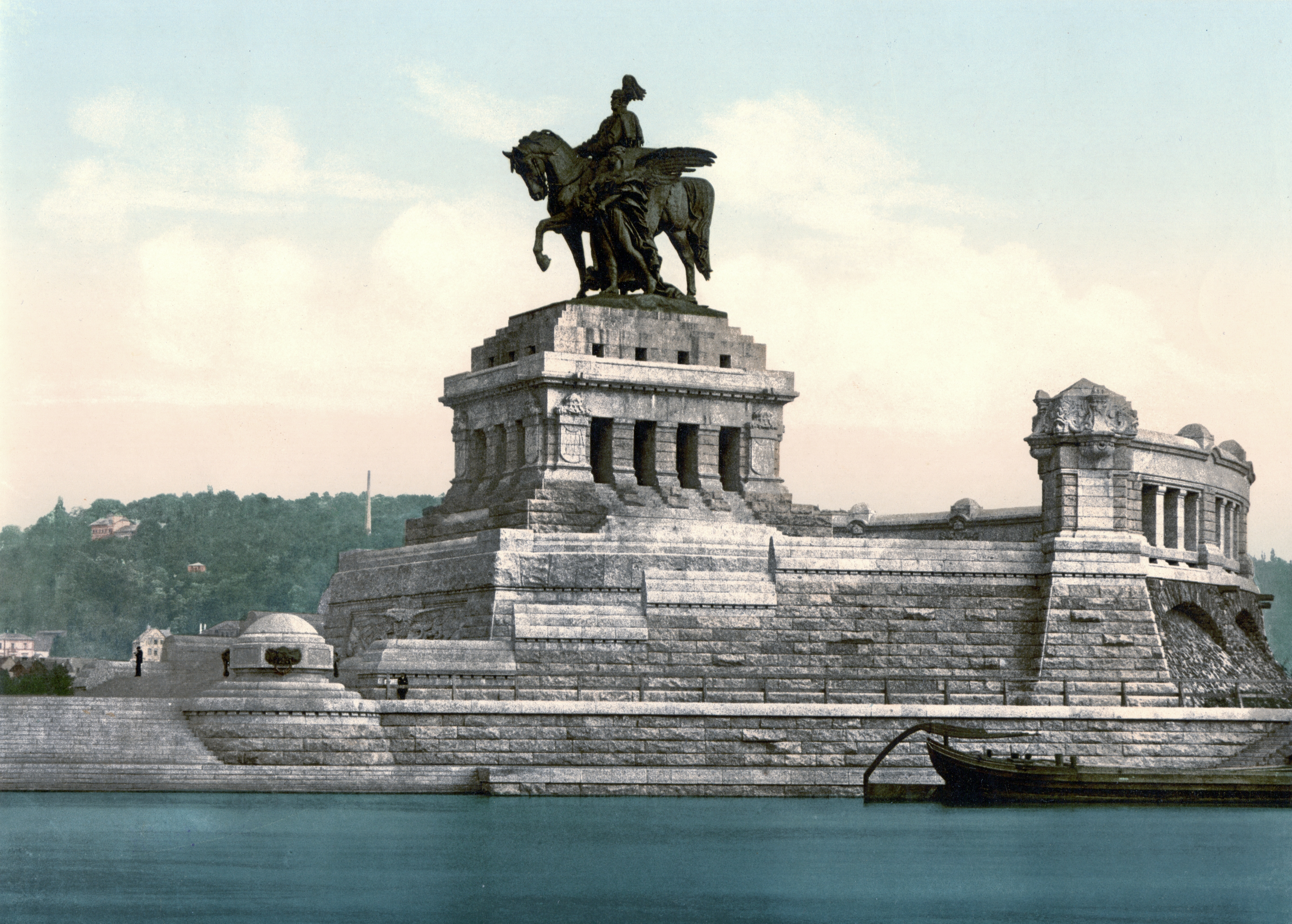
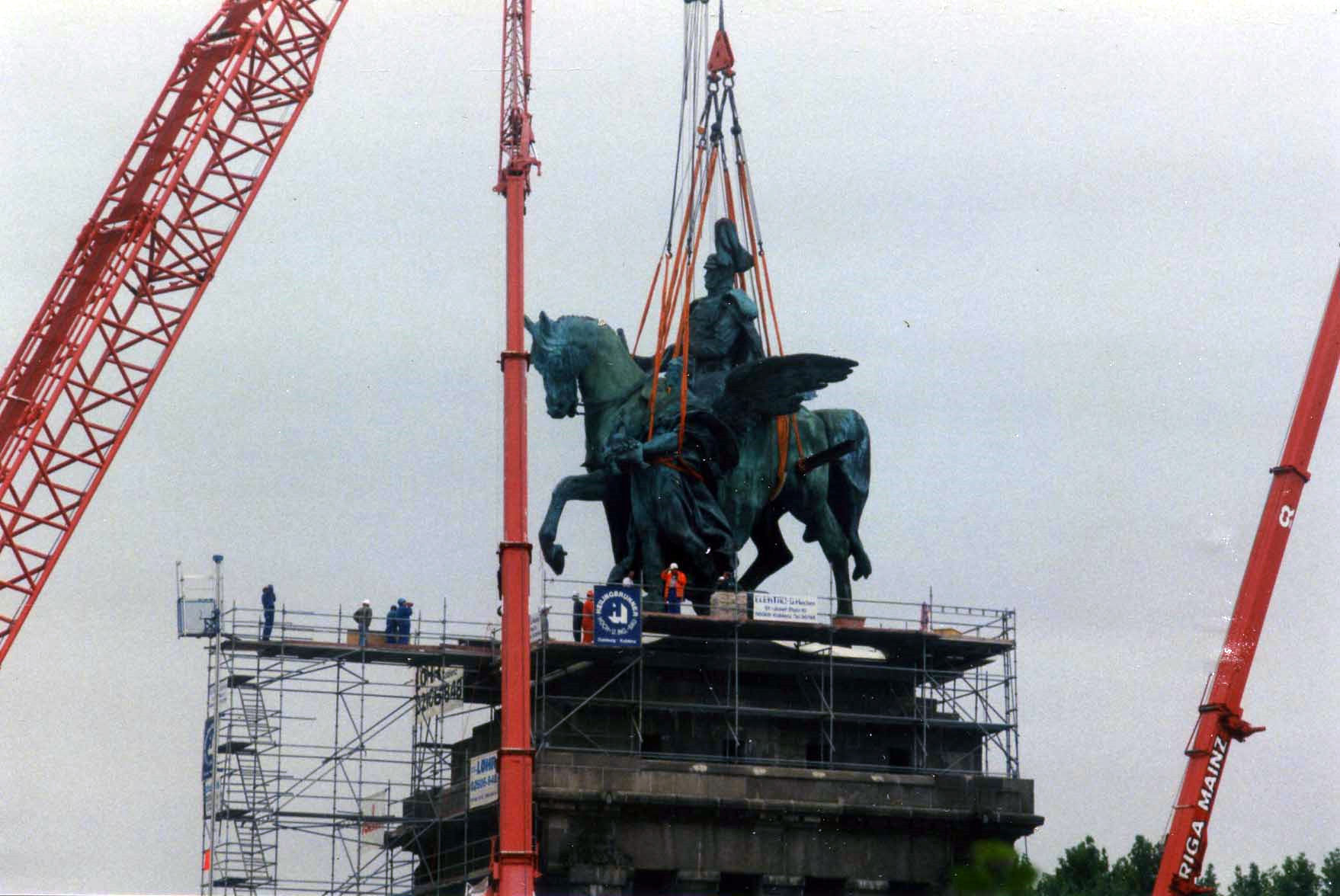
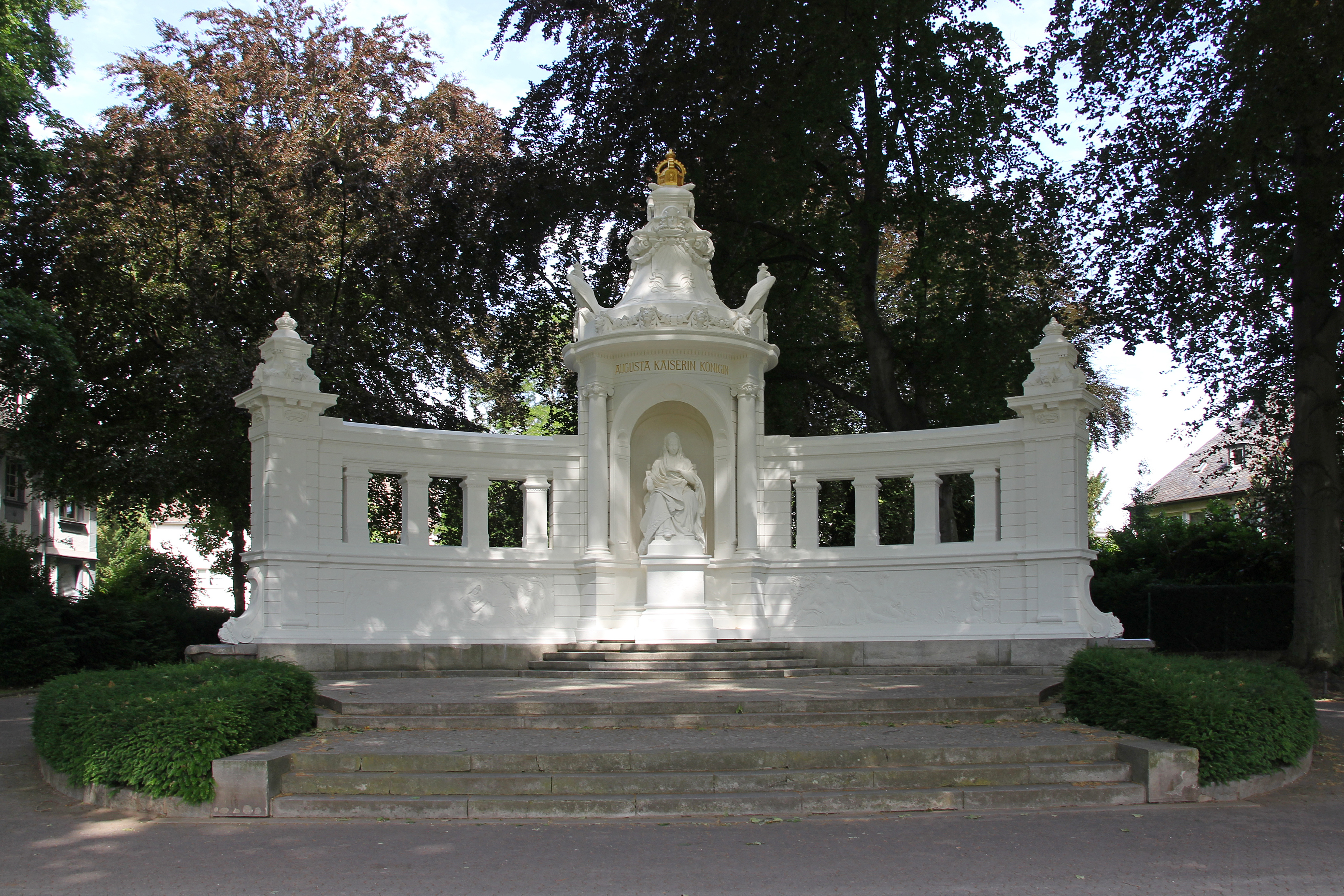
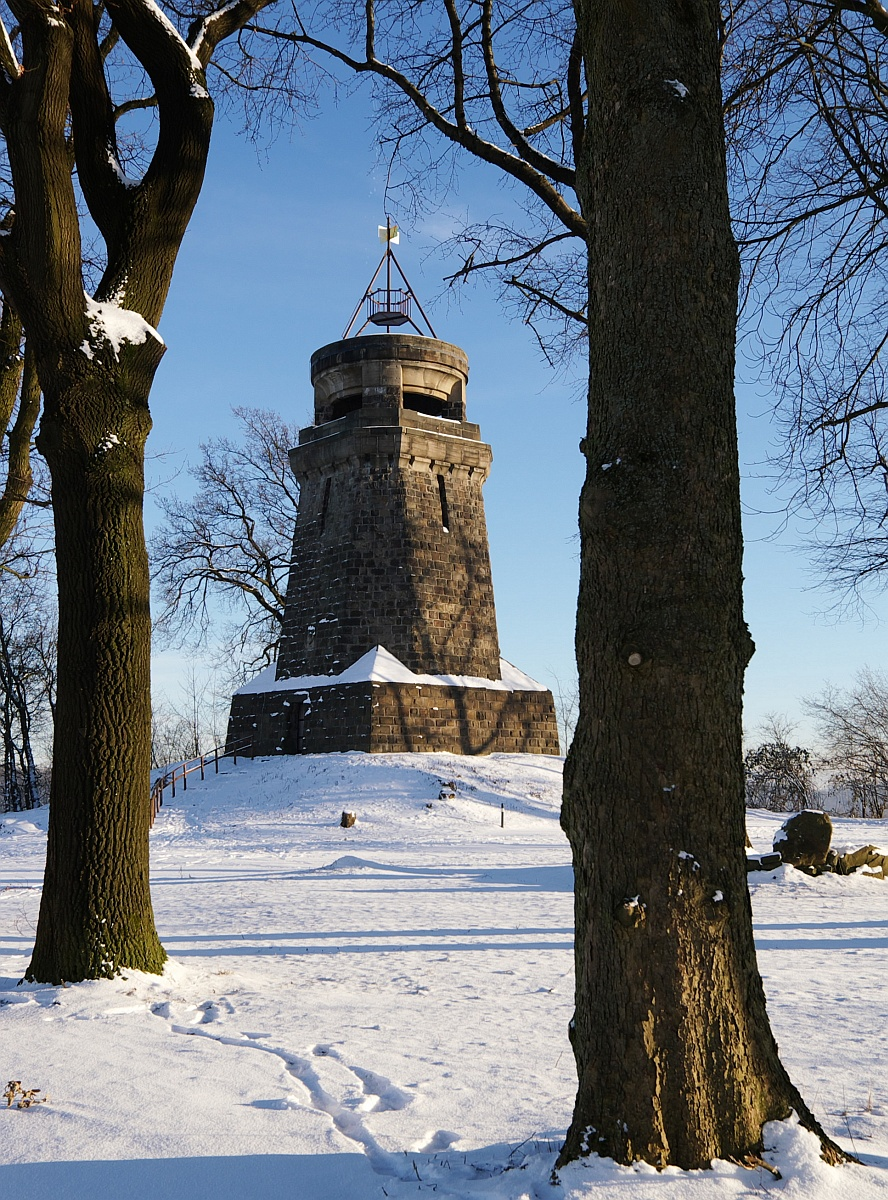
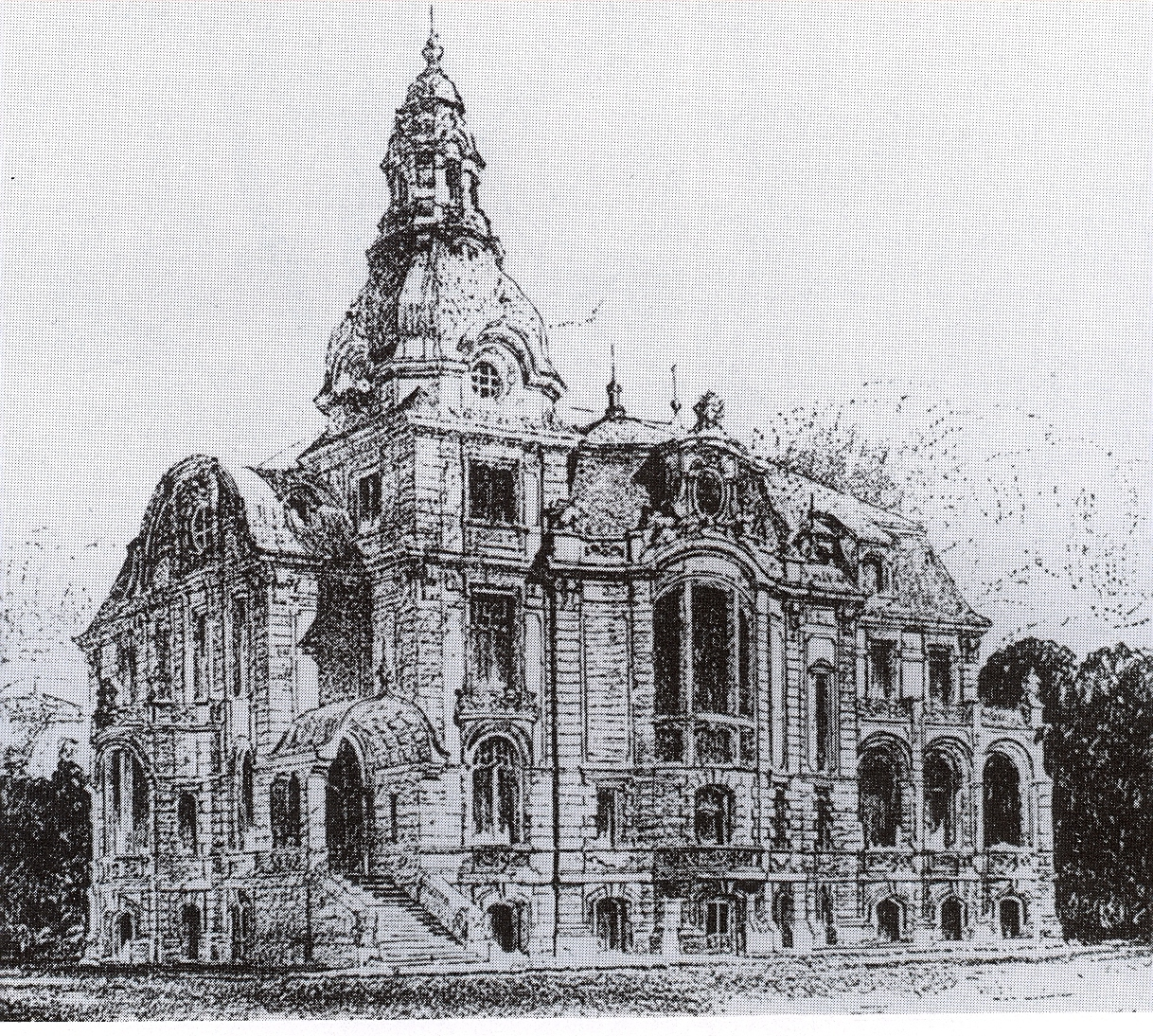
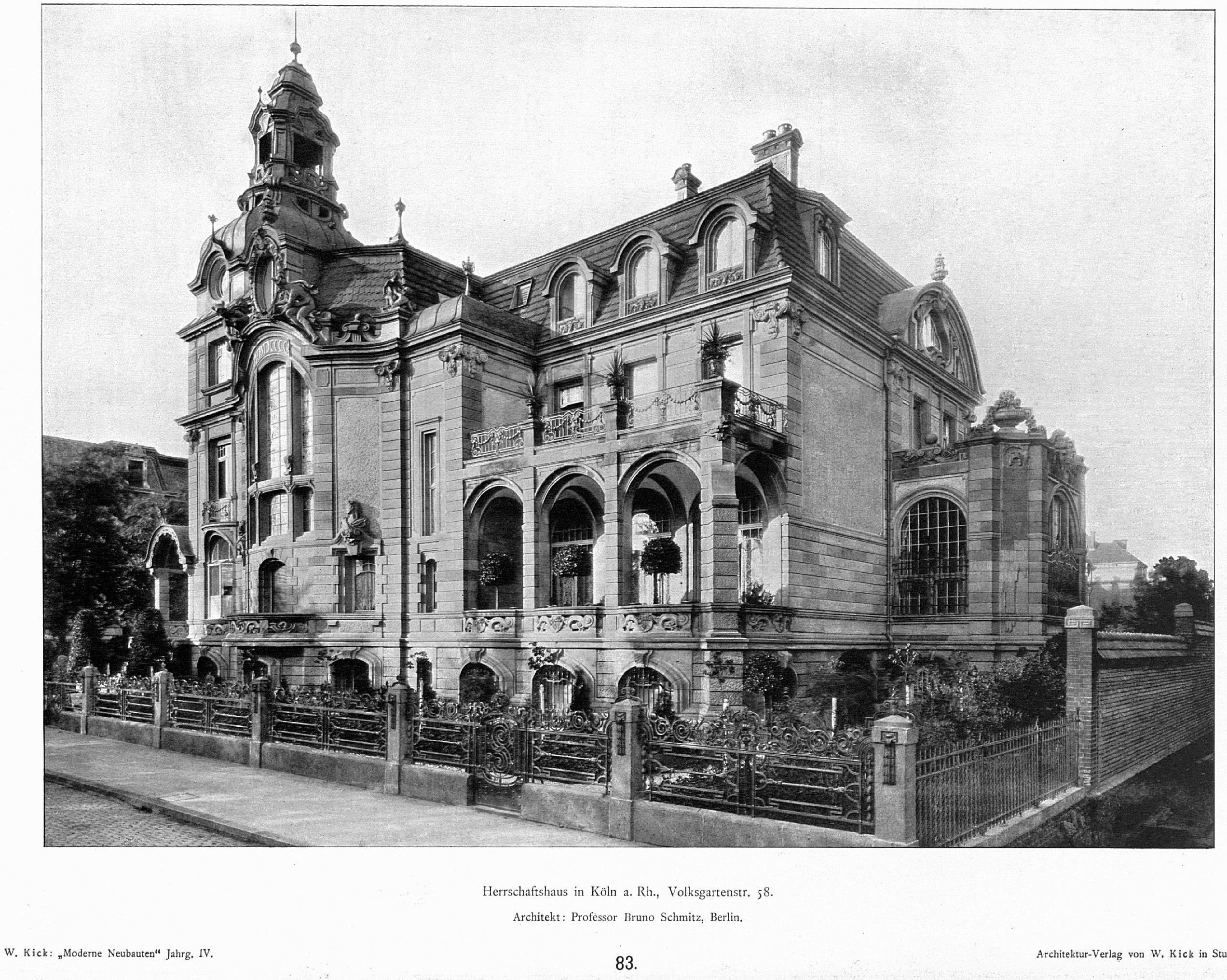
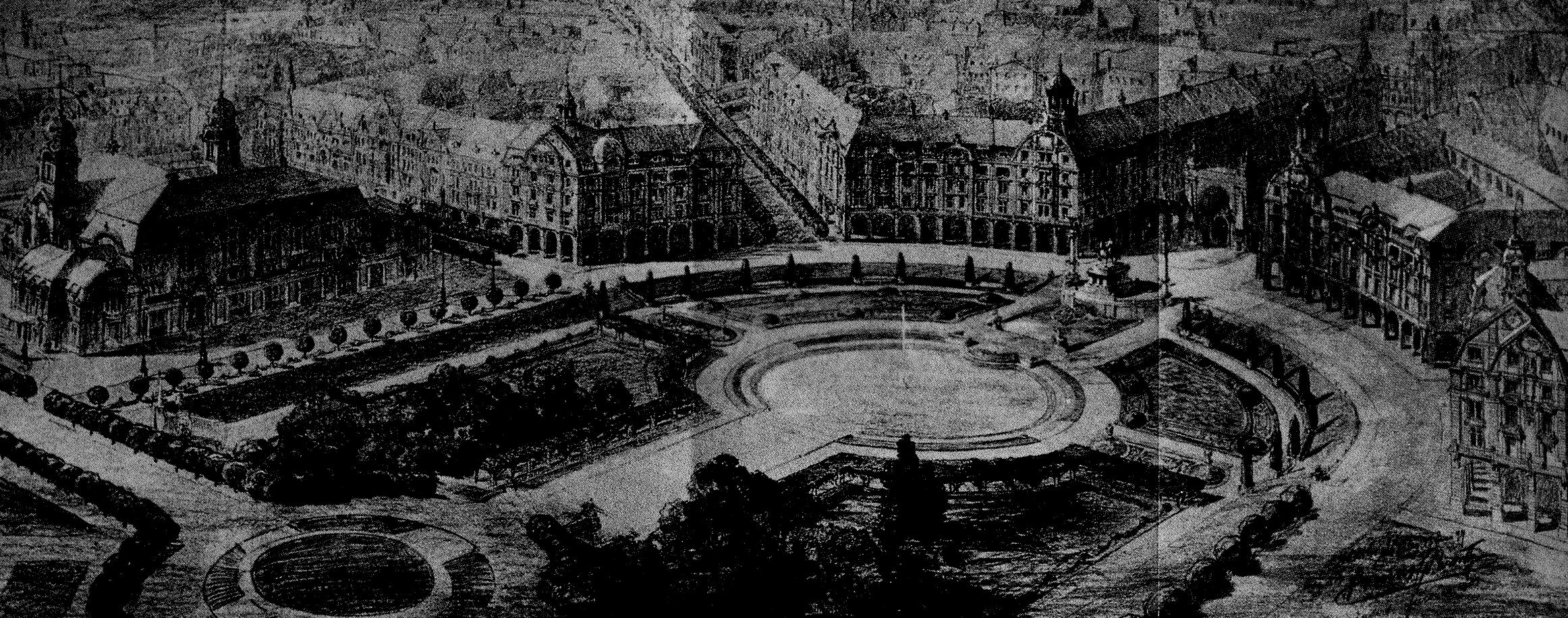
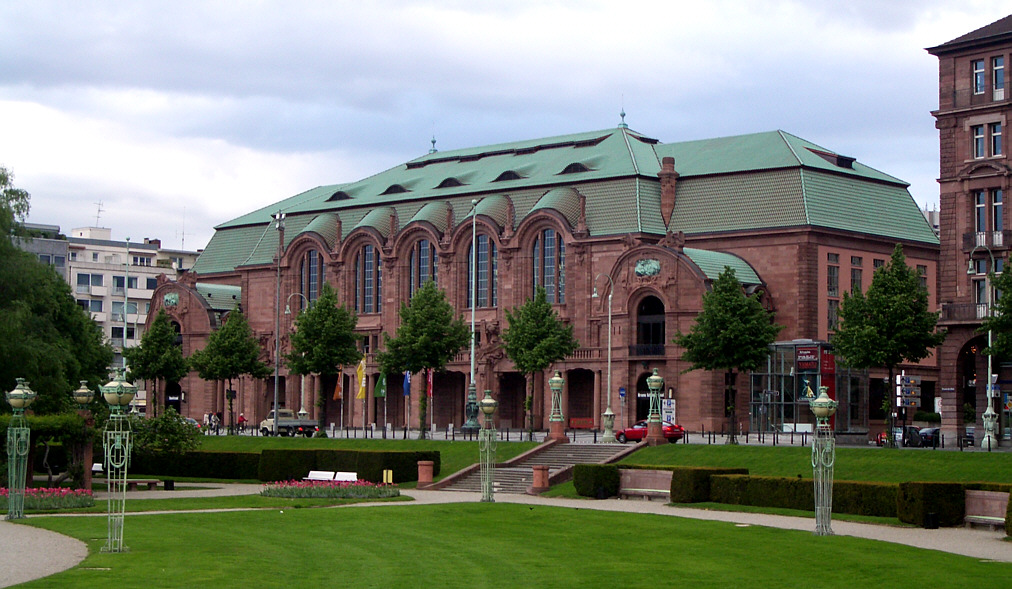
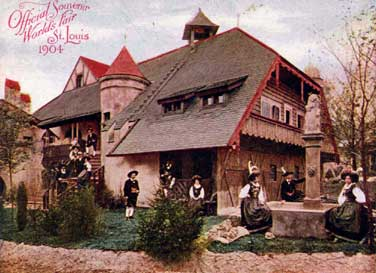
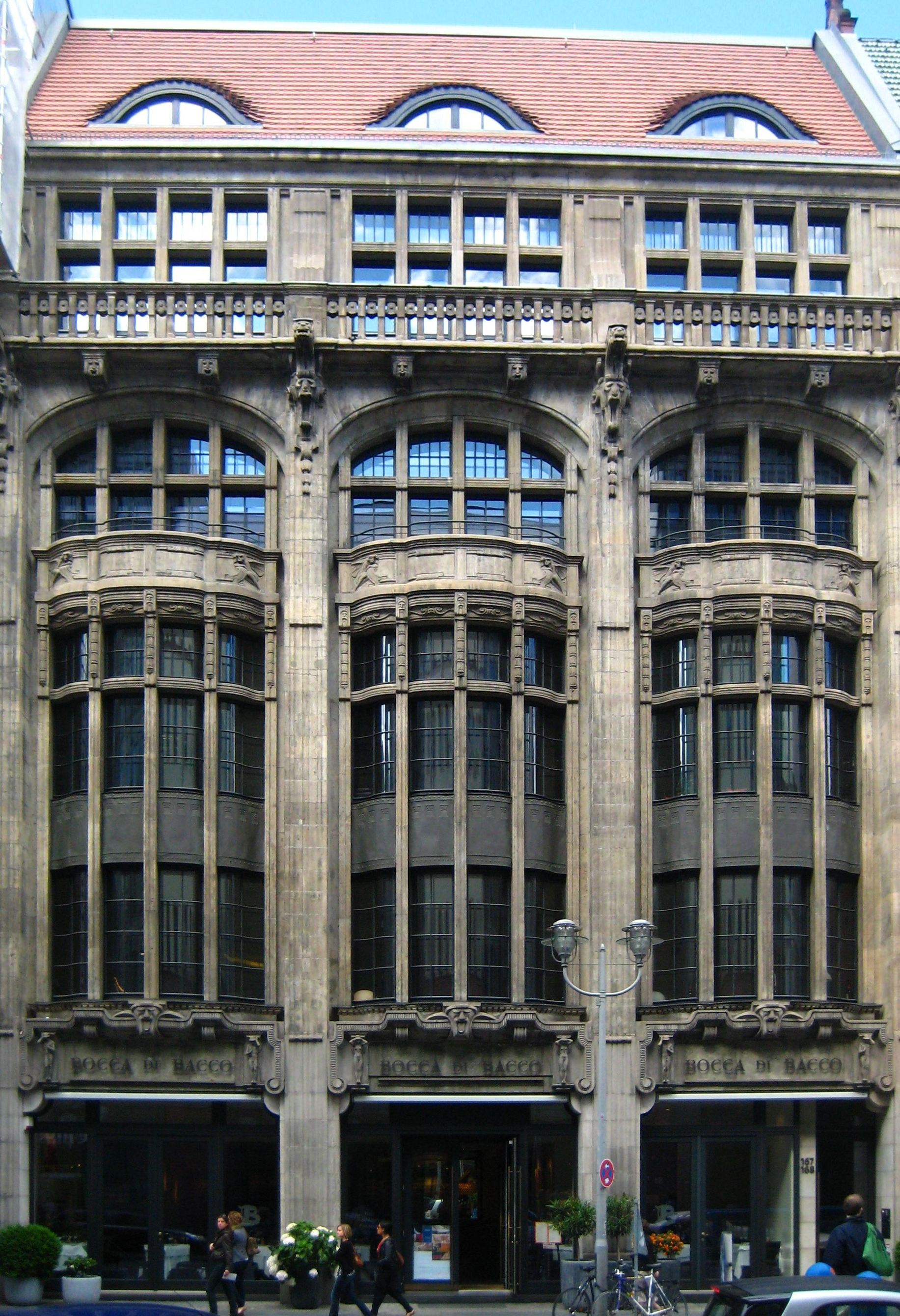
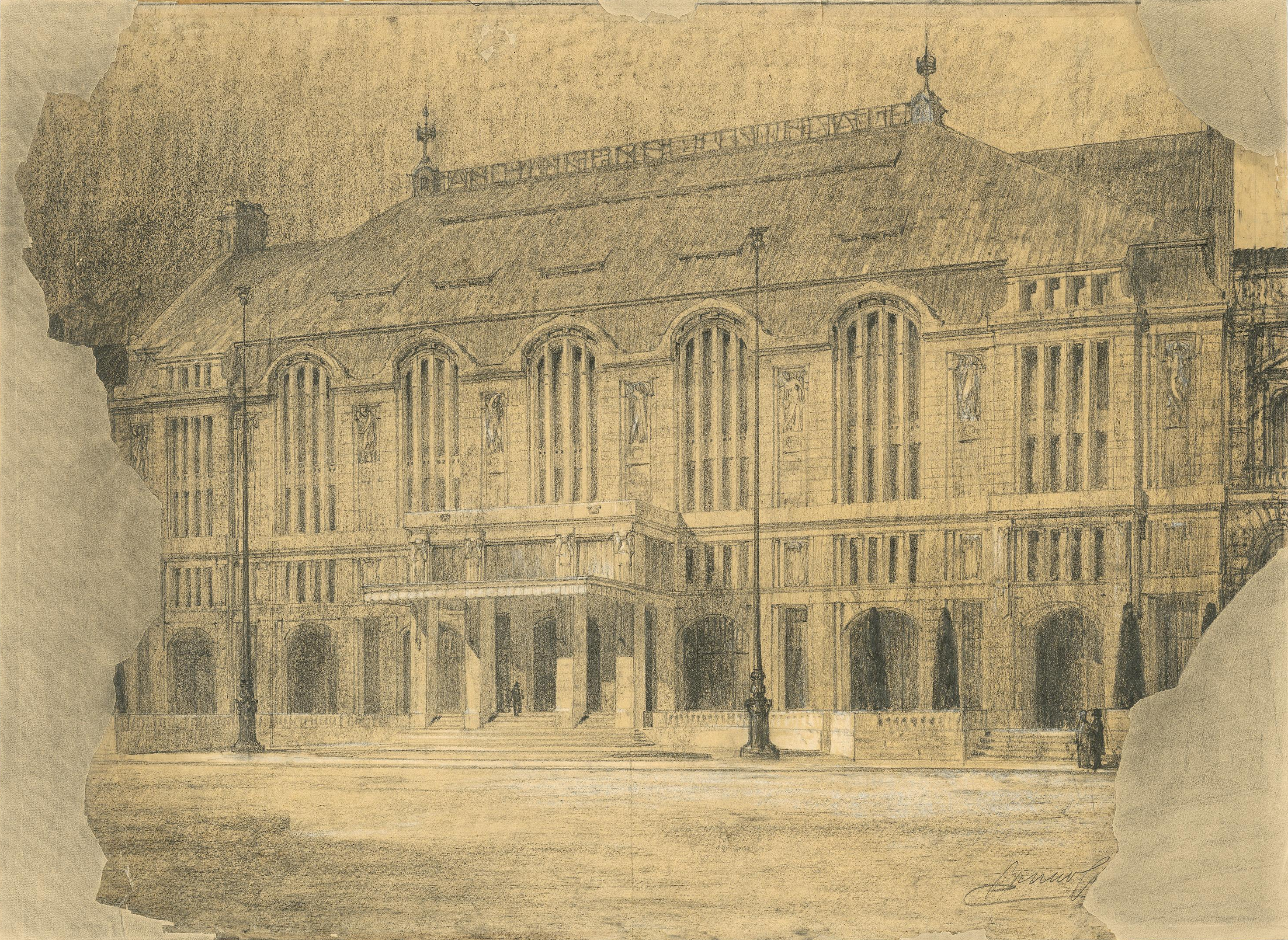
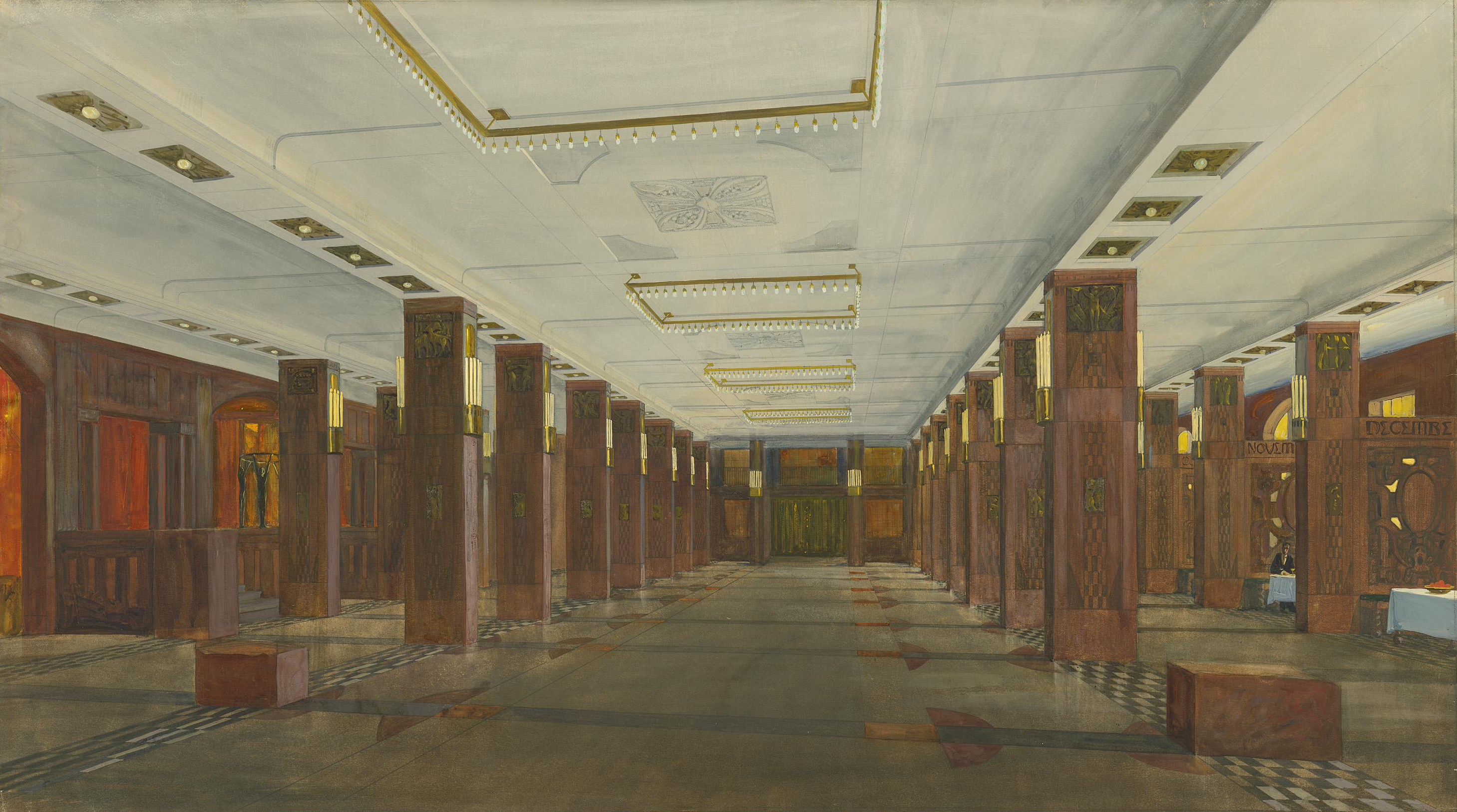
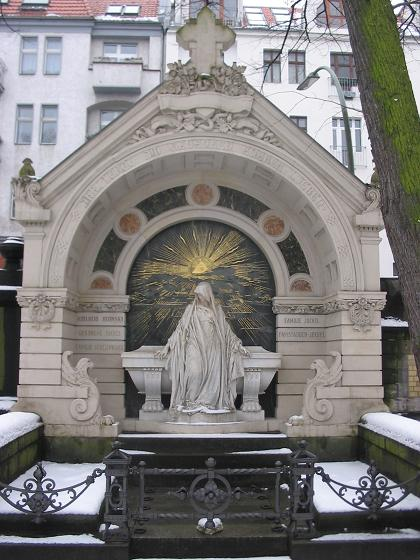
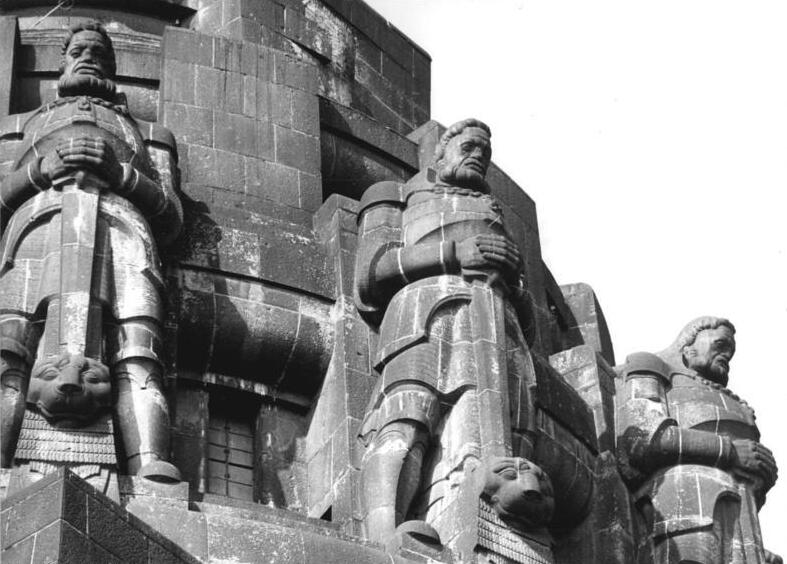
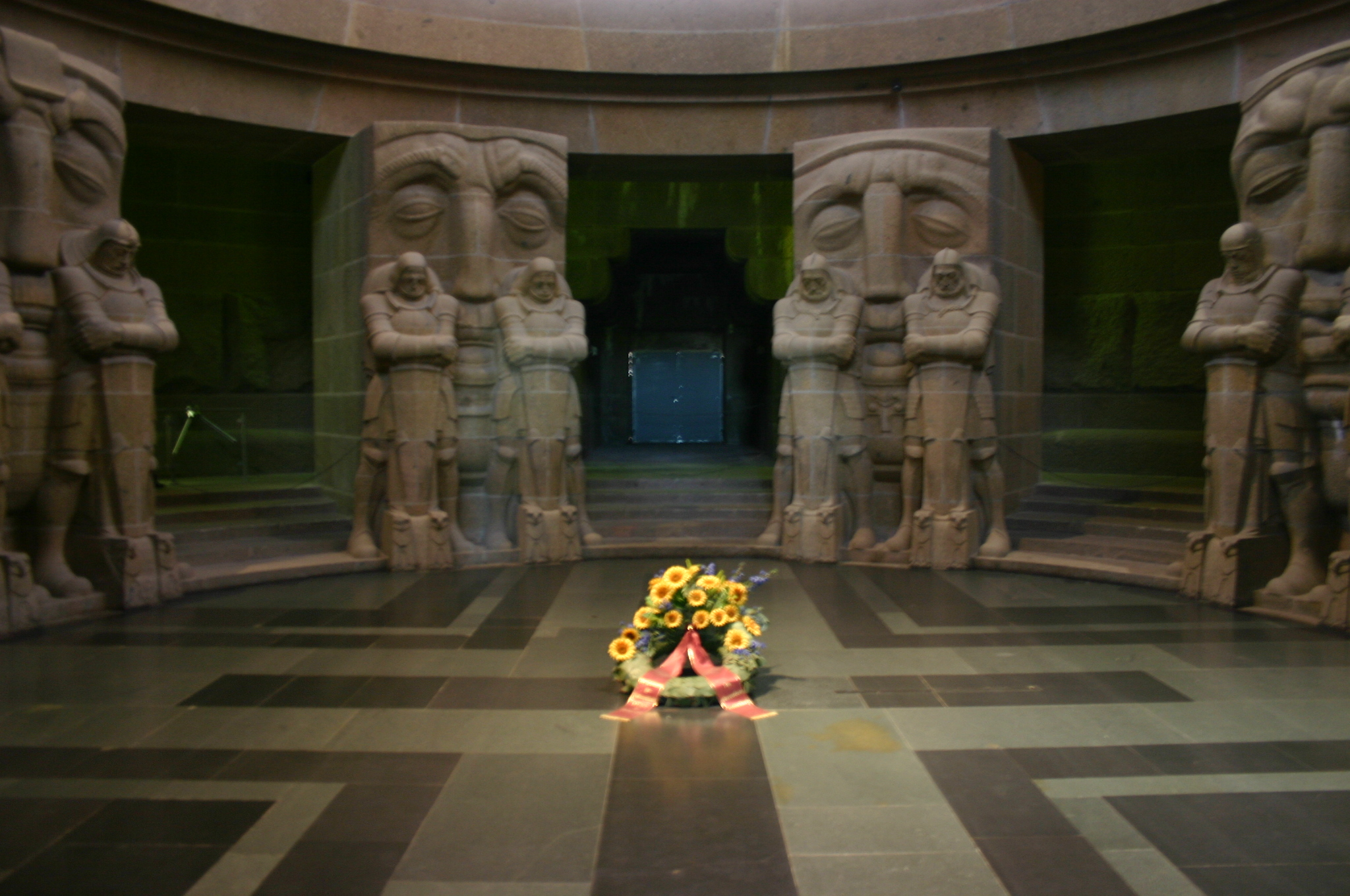